# Cochonilha-australiana
A cochonilha-australiana (Icerya purchasi), também conhecida por icéria, pulgão-branco, cochonilha-do-algodão ou cochonilha-branca, é um inseto-escama que se alimenta em mais de 80 famílias de plantas lenhosas, sobretudo dos géneros Citrus e Pittosporum. Foi originalmente descrita em 1878 a partir de espécimes coletados na Nova Zelândia como praga da Acacia paradoxa e nomeada por W.M. Maskell "em homenagem ao Rev. Dr. Purchas que (...) primeiro as encontrou", mas atualmente encontra-se em todas as regiões do mundo se cultiva citrinos, sendo originária da Austrália.